# アルヴァオン自然公園
アルヴァオン自然公園（アルヴァオンしぜんこうえん、葡: Parque Natural do Alvão）は、ポルトガル北部・タメガ、ドゥロ準地域・モンディン・デ・バストおよびヴィラ・レアル県に位置する1983年に指定された保護地域である。ポルトガルの自然公園の中では面積が72.2平方キロメートル (27.9 sq mi) で最小の保護地域であるが、山地が広がり約700人が居住している。

## 来歴
公園は1983年6月8日に法令237/83に基づいて設立され、自然公園に指定された。
自然保護を支援するために、1997年8月28日付の閣議決定（142/97）によって、アルヴァオンは欧州連合のNatura 2000指定の条件に基づく、より広い分類の地域シティオ・アルヴァオン＝マラオンに統合された（Sítio TCON0003 – Alvão-Marão）。この決定に基づいて、鳥類（79/409/CEE、4月2日）や、生息地（92/43/CEE、5月21日）などの地域指令は、欧州連合内で脅威に晒されている生息地や、それぞれの動植物の種の保全に寄与するために、この枠組みに組み込まれた。

## 地理

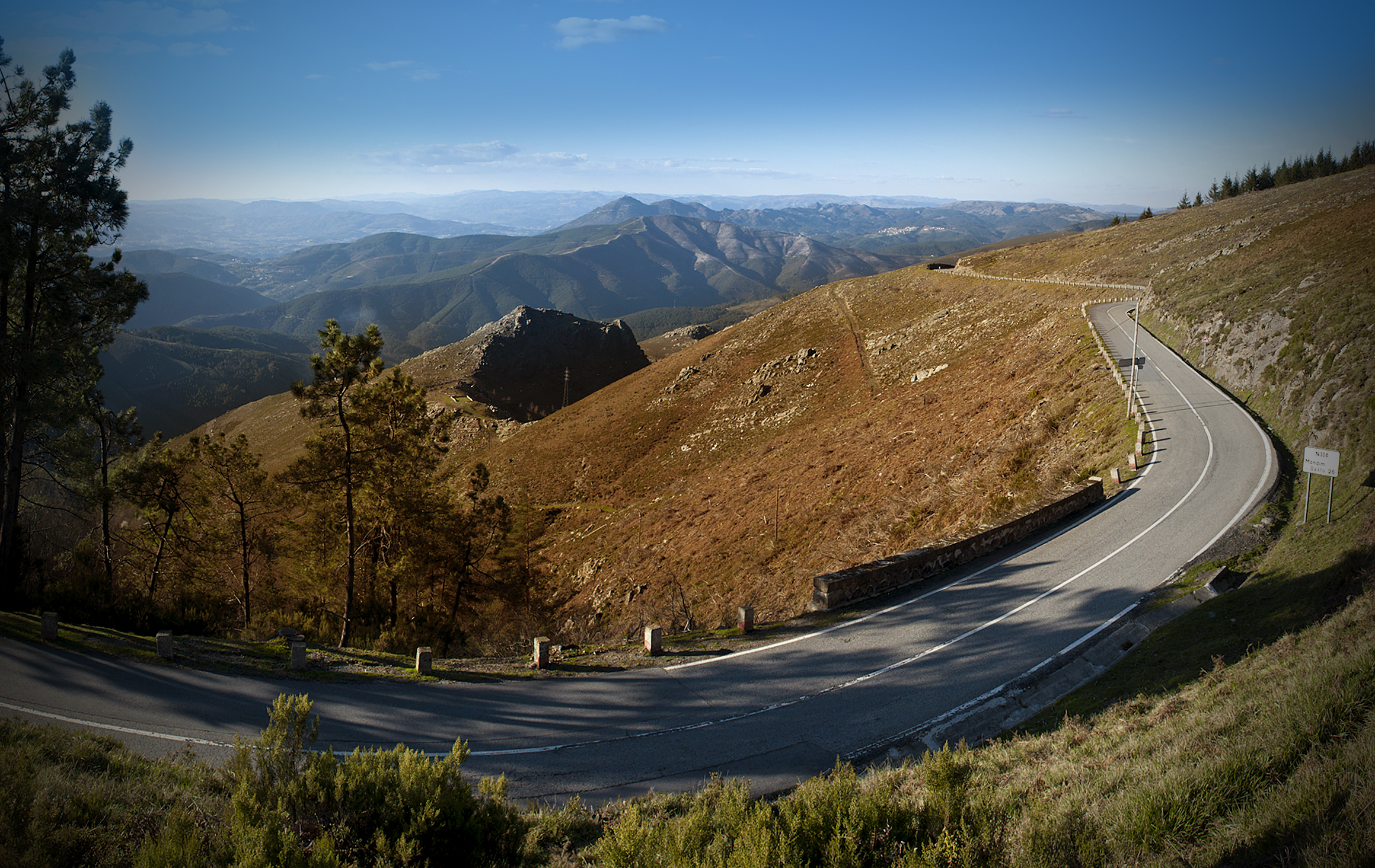
山岳地帯の景色

公園はヴィラ・レアル県のトラス＝オス＝モンテスとアルト・ドゥロ地区にあり、ヴィラ・レアル（ボルベラ、ラマス・デ・オロおよびヴィラ・マリム各小教区）とモンディン・デ・バスト（エルメロおよびビホ各小教区）に分かれており、72.2平方キロメートル (27.9 sq mi) を占めている。
園内の最高地点は海抜1,339メートル (4,393 ft) のカラヴェラスであり、最低地点は海抜が約260メートル (850 ft) のオロ川沿いのロゥサである。園内には1,079メートル (3,540 ft) の標高差があり、園内はほとんどがラマス・デ・オロ教区のオロ川沿いの高地エリアと、エルメロ教区のオロ流域のリベイラ・デ・フェルヴェンサを含む低地エリアに分かれている。両エリアの境目はフィスガス滝に連なる急な落差になっている。

### 地形

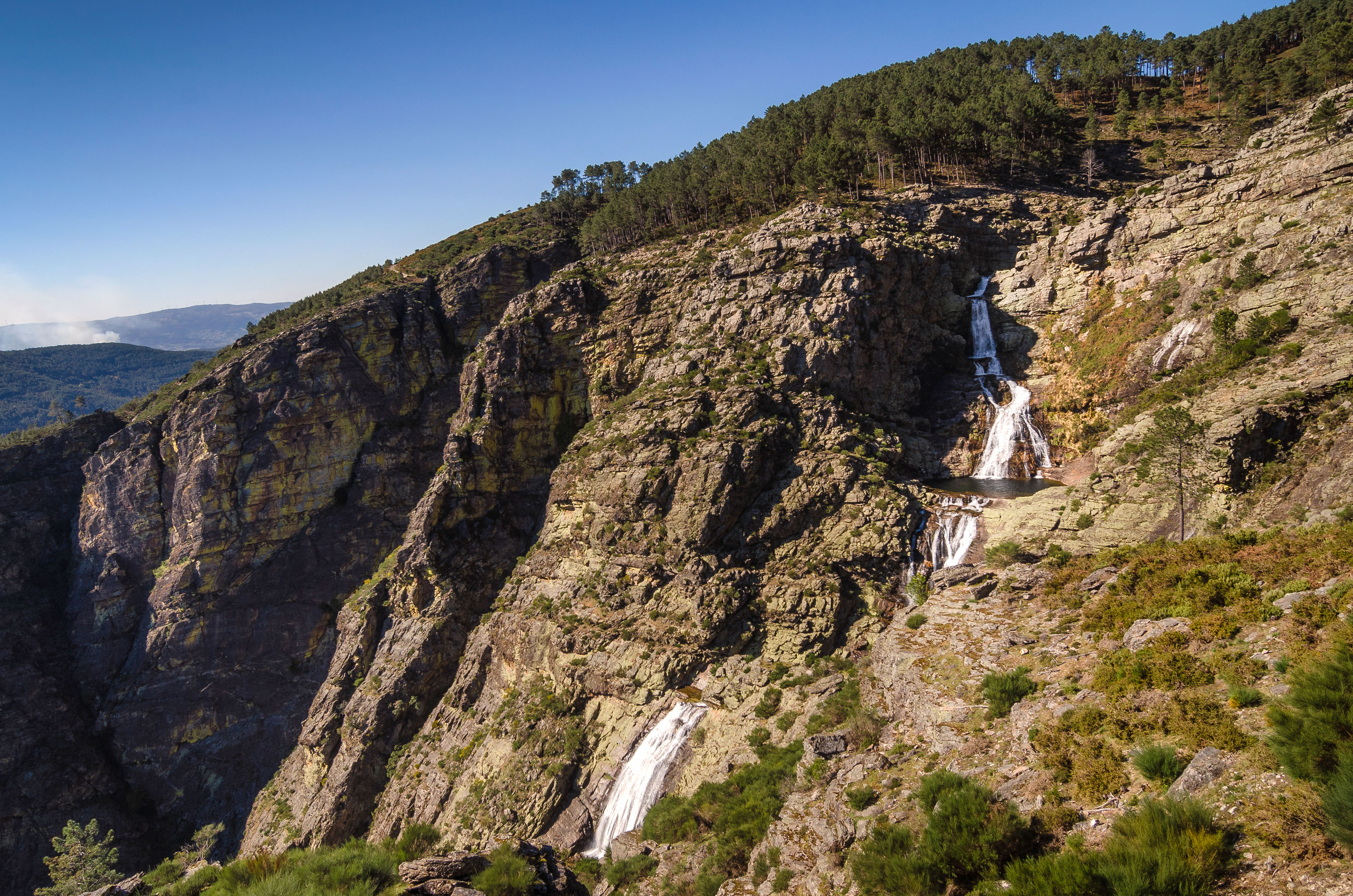
フィスガス・デ・エルメロ（エルメロの投石器）、公園にある滝の一つ

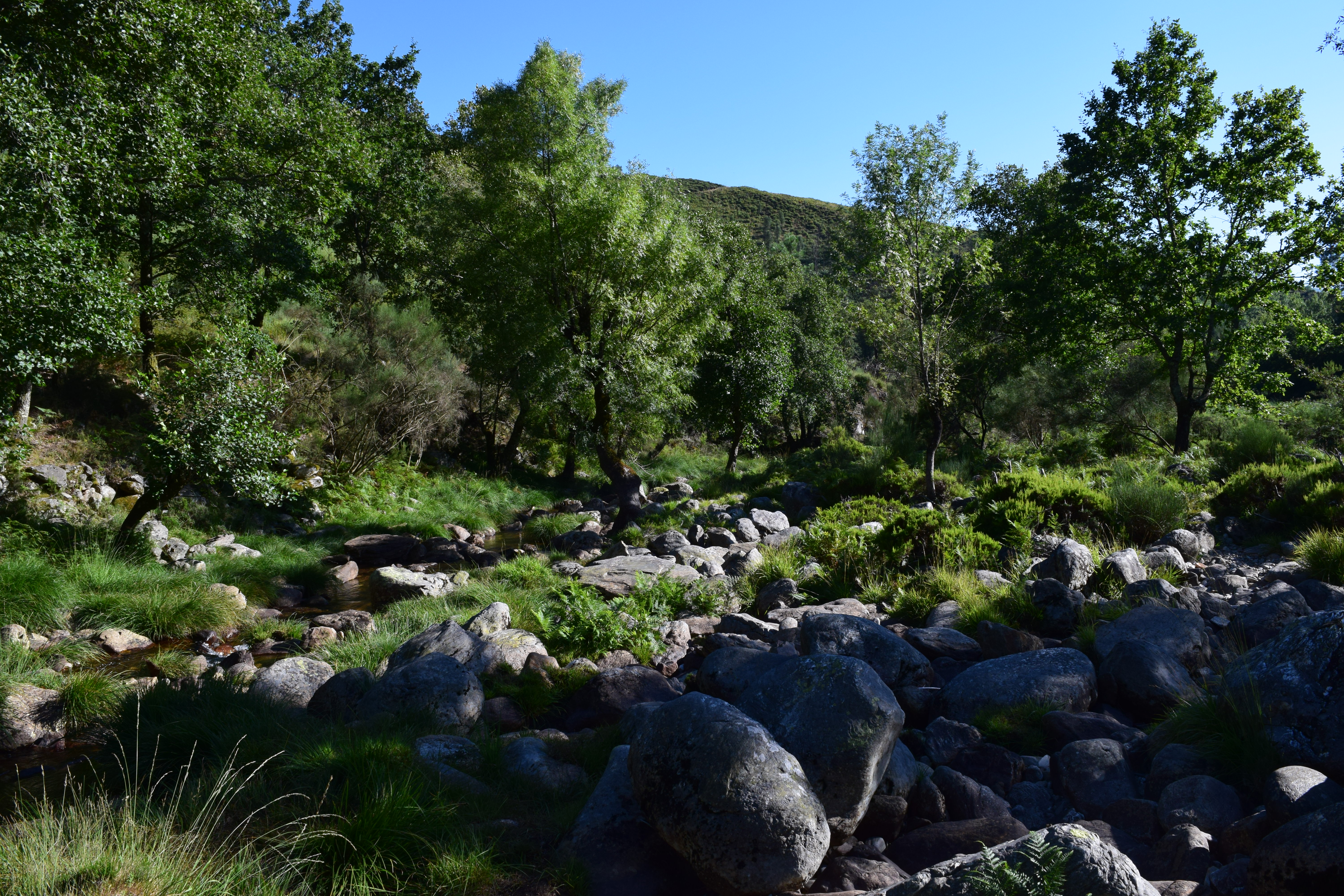
自然公園のバサル地区のオロ川の岩がちな河原

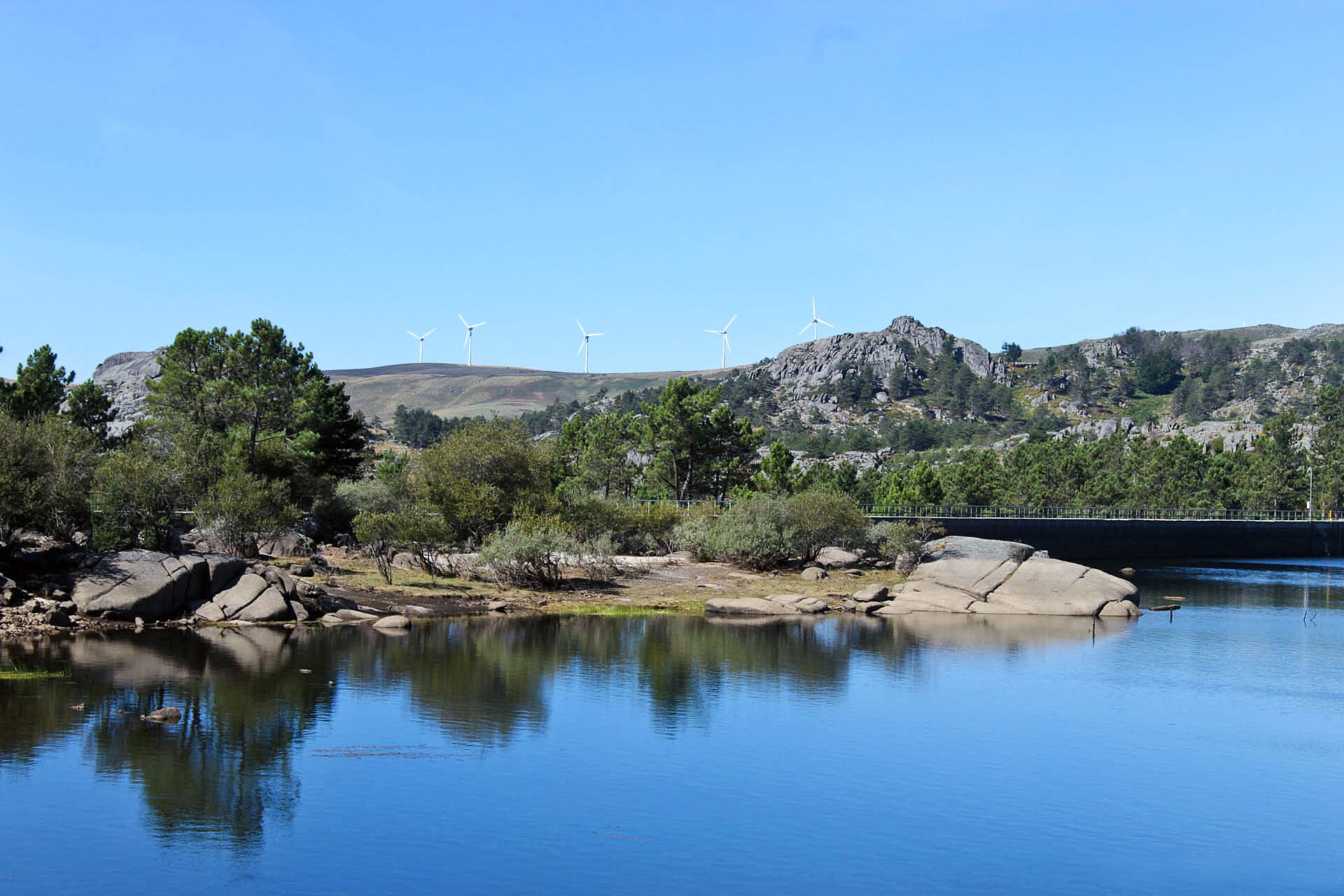
シメイラ・ダムからの眺め

トランスモンタナ地域の大部分と同様に、アルヴァオン自然公園は最初のグループが北東から南西への軸に沿ったヘルシノ運動で形成された火成岩と変成岩で形成されているガリザ＝トラス＝オス＝モンテス小地域内の Maciço Antigo（古代山塊）に位置している。これらの動きに伴い、花崗岩質マグマの大幅な拡大と長期にわたる二次侵食が起こり、堆積崖と特徴のない山地が形成された。第三期の隆起部では、支配的な北東ー南西軸に割れ目が生じ、岩石の摩擦の違いによって引き起こされた起伏の変化をもたらした。
この地域は片岩と花崗岩の2つの岩種に分かれた異なる地質が特徴となっている。
- 一方は、ラマス・デ・オロ周辺の花崗岩のような、主として深い場所での最近のバリスカン造山運動の結果として形成された新しい花崗岩が支配的な「上部地帯」（東側）である[5]。この岩石は一般的に粗く、黒雲母を含む斑状花崗岩だが、中粒で白い火成岩に中粒から細粒の花崗閃緑岩のポケットがあるアルナルのカオス花崗岩が支配的なヴィラ・マリム小教区もある[5]。北部ではヴィラ・レアルの Maciço Compósito（複合山塊）と呼ばれるアルヴァオン自然公園の典型的な地層があり、フレイショ・デ・エスパーダ・ア・シンタからカブレイラ山まで広がる大きな山塊が含まれている[5]。これらは地殻中層のバリスカン造山運動の一部であり、まばらなペグマタイトと二重雲母珪酸塩（中粒から大粒）のパッチ、微細な雲母および二重雲母斑岩状花崗岩（中粒から大粒）のパッチが入った中新世後期の同時構造岩がある[5]。西側にはカンブリア紀中期および後期に関係する「カオス花崗岩」があり、ドゥロ川と関連する「デセホサ層」は、シルト岩、硬砂岩、まばらな炭素硬砂岩と灰色と黒の千枚岩が交互に並ぶ一群で構成される[5]。ここにはムアス地域およびモインホ・デ・ガレゴス・ダ・セラの滝のカラヴェラス頂上の紅柱石断層もある[7]。
- もう一方は公園東部の、古生代の堆積層が支配的な「基底地帯」である[7]。千枚岩、灰色の結晶片岩、シルト岩が交互に並んだサントス層は、デボン紀初期の千枚岩、緑色片岩およびシルト岩がシルル紀後期の頁岩を豊富に含む炭素片岩を含むカンポンホ層に置き換わっている[7]。重要なパルデラス層はオルビドス紀中期に属し、粘板岩、黒鉛質千枚岩片岩、角質溶解性片岩まれな高次シルト岩のまれなレベルの灰色千枚岩が含まれている[7]。この地層は正反対の地質（上部地帯と基底地帯）の間の遷移に関係しており、高台の地形と興味深い地質のユニークな地形を生み出している[7]。フィスガス・デ・エルメロ（エルメロの投石器）を含むオロ川の滝は、オルドビス紀初期のランビルニアノ・アレニジャーノに属するアルモリカン珪石層で、珪石、メタシルト岩、フィライトが交互に並び、鉄、不純珪石、灰黒色のフィライト、細かい珪石が混在するレベルで、川に沿って南西向きのオープンテラス状に形成されているところに見られる。川は標高800メートル (2,600 ft) から、1,500メートル (4,900 ft) にわたって落差250メートル (820 ft) のさまざまな滝となって流れ落ちる[7]。ヴェンロキアーノ＝ランデイリアーノ時代の地質学に関連して、粘土質鉱物や大理石の塊がラマス・デ・オロ上部およびアルヴァディアで見られる[7]。ラマスの地域はまた、谷に沿って小さな沖積堆積物と粘土のようなパッチで覆われているが、これはタメガ川の地溝とカンペア川が合流する場所の川床の特徴でもある[7]。

### 気候
公園は地中海気候の特徴を併せ持つ、温暖な大西洋気候となっている。オロ川の源流部は公園の東の境界を超えて上昇する海洋性気団の影響を受けている。このため冬季には降水量が多くなる。この期間は寒くて雨が多く、高地では頻繁に雪になるが夏は乾燥して暖かい。ほとんどの雨は寒い時期に降り、乾燥した時期にはほとんど降雨が少なかったり、ある月に集中して降ったりする。傾斜の違いから高地と低地では植生が異なり、多様な微気候が存在する。微気象条件と降雨の組み合わせによって緑豊かな景観が生み出されている。

### バイオーム

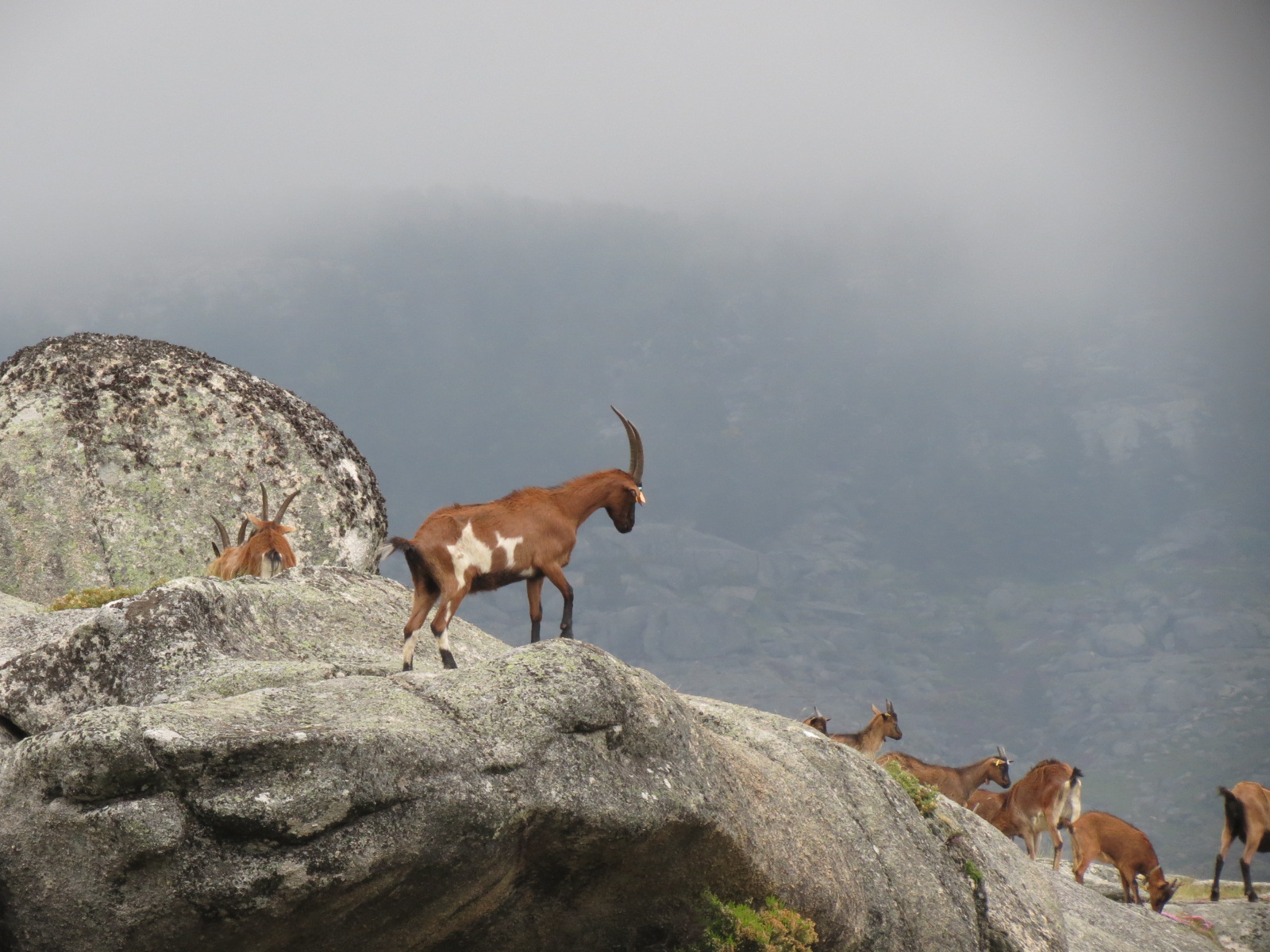
園内の岩だらけの丘の上を駆けまわるシロイワヤギ

オークの木は高地エリア、特に川の土手沿いのエリアで支配的で、セイヨウハシバミ、セイヨウヒイラギ、クルミ、ゲッケイジュなどともに川沿いの湿地帯に見られる食虫植物のモウセンゴケなどの珍しい植物も混合林を形成している。
オロ川にはマスが豊富で、ユーラシアカワウソが数多く生息している。
地域全体で鳥類の個体数は多く、イヌワシのつがいも生息している。哺乳類ではイノシシ（Sus scrofa）、ノロジカ（Capreolus capreolus）、ヨーロッパアナグマ（Meles meles）、グラナダノウサギ（Lepus granatensis）、アナウサギ（Oryctolagus cuniculus）などが見られる。
また爬虫類はイベリアエメラルドトカゲ（Lacerta schreiberi）やラタストクサリヘビ（Vipera latastei）が生息する。

### 人文地理

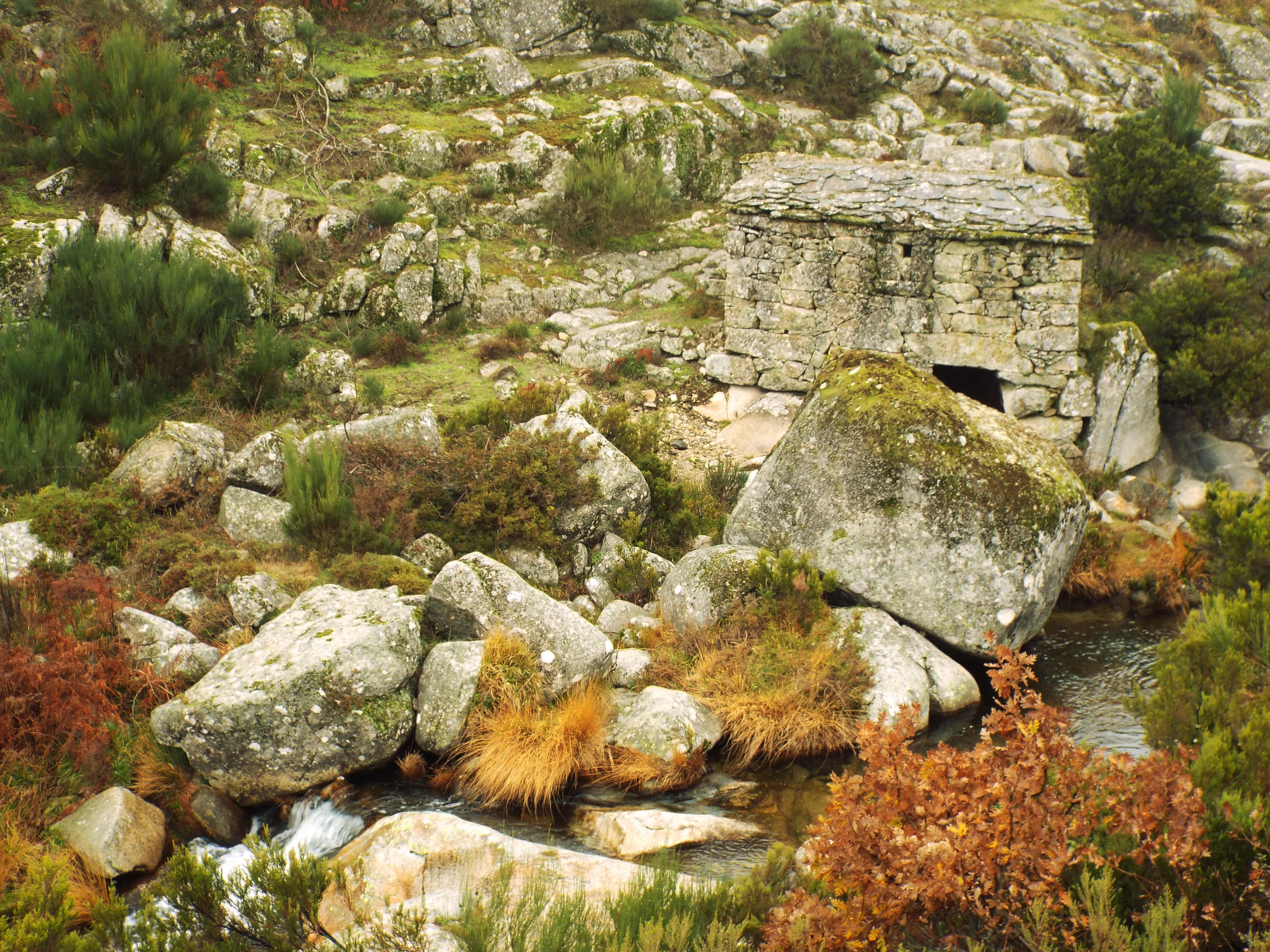
放棄されたアルヴァオンの水路の水車小屋

エルメロやラマス・デ・オロに見られる伝統的な建築物は景観が社会性と手工業的影響を受け、段状の土地に沿って農業が行われる影響を受けた独特の山岳様式を構築している。